# Hanna Ihedioha
Hanna Ihedioha (Dingolfing, 9 luglio 1997) è un'ex snowboarder tedesca.

## Palmarès

### Mondiali
- 1 medaglia:
  - 1 bronzo (snowboard cross a squadre a Park City 2019)

### Coppa del Mondo
- Miglior piazzamento nella Coppa del Mondo di snowboard cross: 25ª nel 2020